# Блеклі (округ, Джорджія)
Шаблон:StateAbbr_ 32°26′ пн. ш. 83°20′ зх. д. / 32.44° пн. ш. 83.33° зх. д.
Округ  Блеклі (англ. Bleckley County) — округ (графство) у штаті  Джорджія, США. Ідентифікатор округу 13023.

## Історія
Округ утворений 1912 року.

## Демографія
За даними перепису 
2000 року 
загальне населення округу становило 11666 осіб, зокрема міського населення було 5551, а сільського — 6115.
Серед мешканців округу чоловіків було 5620, а жінок — 6046. В окрузі було 4372 домогосподарства, 3122 родин, які мешкали в 4866 будинках.
Середній розмір родини становив 3,02.
Віковий розподіл населення поданий у таблиці:
| Стать    | До 15 років | 15-21 | 22-29 | 30-39 | 40-49 | 50-65 | 65-85 | Понад 85 |
| -------- | ----------- | ----- | ----- | ----- | ----- | ----- | ----- | -------- |
| Чоловіки | 1255        | 866   | 464   | 813   | 726   | 867   | 581   | 48       |
| Жінки    | 1242        | 705   | 523   | 847   | 813   | 961   | 838   | 117      |

## Суміжні округи
- Твіггс - північ
- Вілкінсон - північ
- Лоренс - схід
- Додж - південний схід
- Пуласкі - південний захід
- Х'юстон - захід

## Виноски
1. ↑  U.S. Decennial Census. United States Census Bureau. Архів оригіналу за 26 квітня 2015. Процитовано 18 червня 2014.
2. ↑  Historical Census Browser. University of Virginia Library. Архів оригіналу за 26 грудня 2013. Процитовано 18 червня 2014.
3. ↑  Population of Counties by Decennial Census: 1900 to 1990. United States Census Bureau. Архів оригіналу за 2 лютого 2019. Процитовано 18 червня 2014.
4. ↑  Census 2000 PHC-T-4. Ranking Tables for Counties: 1990 and 2000 (PDF). United States Census Bureau. Архів оригіналу (PDF) за 18 грудня 2014. Процитовано 18 червня 2014.
5. ↑  State & County QuickFacts. United States Census Bureau. Архів оригіналу за 7 липня 2011. Процитовано 15 лютого 2014. [Архівовано 2011-06-07 у Wayback Machine.](англ.) Наведено за англійською вікіпедією.
6. ↑  American FactFinder. Бюро перепису населення США. Архів оригіналу за 26 лютого 2012. Процитовано 31 січня 2008. [Архівовано 2008-05-21 у Wayback Machine.]

| США | Це незавершена стаття з географії США. Ви можете допомогти проєкту, виправивши або дописавши її. |